# Автобан A24 (Німеччина)
Федеральний автобан A24 (A24, нім. Bundesautobahn 24) — чотирисмуговий німецький автобан з’єднує Гамбург і Берлін, два найбільші міста Німеччини. Уся ділянка A24 є частиною європейського маршруту 26. Між трикутником Wittstock/Dosse та трикутником Havelland A24 також є частиною європейського маршруту 55.

## Маршрут
Автобан починається в Гамбурзі на Горнер-Крайзель і проходить через Гамбург-Маріенталь і Гамбург-Єнфельд до розв'язки автобану Гамбург-Ост. Тут A 24 перетинає автобан A 1 Любек-Гамбург-Бремен, а потім продовжує рух на схід через ліс Заксенвальд, зустрічається з B 404 на розв’язці Шварценбек/Гранде, який – частково розширений як A 21 – у напрямку Бад-Зегеберга і Кіля. Трохи на схід від Горнбека автобан перетинає канал Ельба-Любек, проходить через природний парк Лауенбурзьких озер і досягає державного кордону Шлезвіг-Гольштейн з Мекленбургом-Передньою Померанією між Гудовом і Царрентін-ам-Шаальзе неподалік від Шальзее.

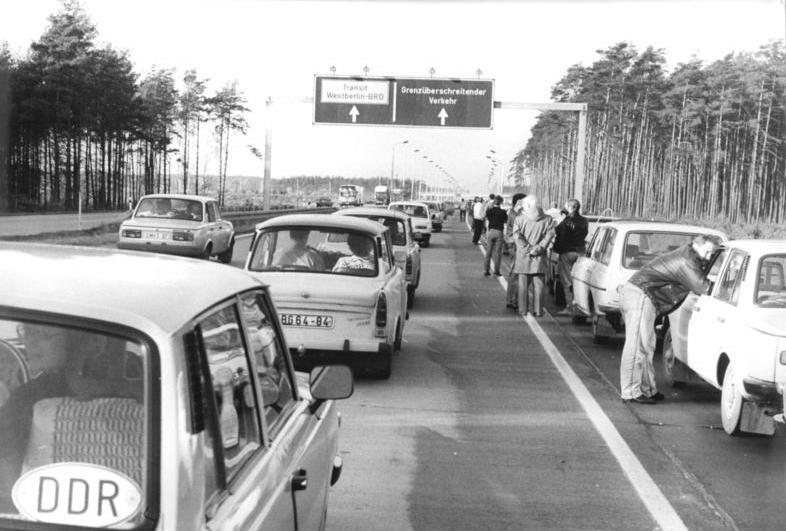
Пункт перетину кордону перед Царрентін-ам-Шаальзе (12 листопада 1989 р.).

## Історія
Планування автобану почалося ще в 1930-х роках, перед Другою світовою війною між Гамбургом і Берліном було побудовано численні мости та ділянки узбіччя. До Однак німецький розкол зупинив подальші роботи, і лише в 1978 році будівництво було відновлено силами робітників НДР і оплачено Західною Німеччиною. У 1982 році А24 нарешті можна було відкрити. Проте більшість довоєнних мостів не можна було використовувати, їх замінили новими конструкціями.
До возз'єднання Німеччини на магістралі діяв постійний прикордонний нункт.